# Caddington
Caddington är en ort och en civil parish i Storbritannien.   Den ligger i kommunen Central Bedfordshire i riksdelen England, i den södra delen av landet, 50 km nordväst om huvudstaden London. Caddington ligger 176 meter över havet och antalet invånare är 3 169.
Terrängen runt Caddington är huvudsakligen platt. Caddington ligger uppe på en höjd. Runt Caddington är det mycket tätbefolkat, med 1 361 invånare per kvadratkilometer. Närmaste större samhälle är Luton, 3,1 km nordost om Caddington. Trakten runt Caddington består till största delen av jordbruksmark.